# Michele Marzulli

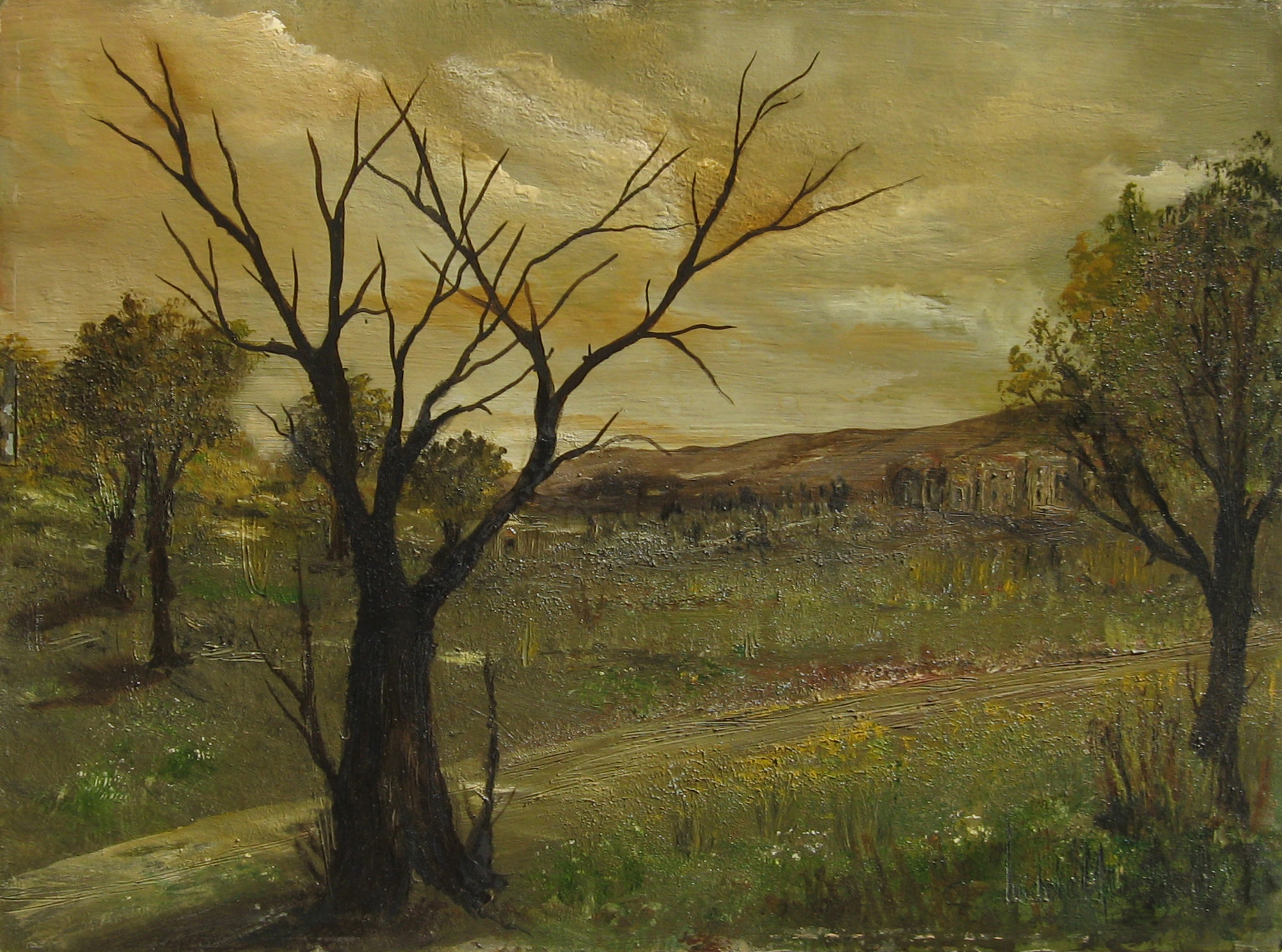
Michele Marzulli, Autunnale, olio su tela (40x54 cm) (1972).

Michele Marzulli (Bari, 1º novembre 1908 – Roma, 27 luglio 1991) è stato un poeta, pittore e scrittore italiano.

## Biografia
Fu anche pubblicista e firmò anche con lo pseudonimo Muzio Ralli.
Si dedicò inizialmente alla novella ed alla poesia. Nel 1937 sposò la pittrice Rosa Tosches (con Lei ebbe due figli, uno dei quali, Guido Marzulli divenne in seguito pittore di valore) e, da autodidatta, iniziò a dedicarsi anche alla pittura.
Partecipò alla seconda guerra mondiale, continuando la sua attività letteraria, ma interrompendo la sua produzione pittorica, che riprese nel dopoguerra a Bari.
Accademico di merito dei “500”, Tiberino, del Convivio Letterario di Milano e di altre Accademie.
Socio promotore dell'Unione Mondiale della Cultura.
Negli anni tra il 1960 ed il 1970 la casa-studio di Michele Marzulli e Rosa Tosches fu frequentata da gran parte dei poeti e pittori meridionali (si ricordano Alfredo Giovine, Tommaso Fiore, Roberto De Robertis, Vito Stifano, Francesco Speranza, Franco Colella). 
Fu in rapporti di amicizia con il letterato Tommaso Fiore e con il poeta Alfonso Gatto (fino alla prematura morte di quest'ultimo).
Nel 1975 gli fu assegnato il Premio della Cultura dalla Presidenza del Consiglio dei ministri.
Presso l'Archivio Bioiconografico della Soprintendenza alla Galleria nazionale d'arte moderna e contemporanea di Roma è custodita documentazione ed una raccolta fotografica di molti suoi dipinti.
Nel 1983 si trasferì a Roma, dove morì il 27 luglio del 1991.

## Poesia e Pittura
Poeta e pittore del sentimento, oscilla tra il neoclassico ed il romantico. «Nei suoi versi affiorano, con sapore d'innocenza e nostalgia, ricordi d'infanzia e senso sociale in una vita vissuta nel cerchio degli affetti familiari». «Egli si trasforma in salice per piangere i dolori della vita, in usignolo per cantarne le gioie».
I suoi soggetti pittorici preferiti sono stati i paesaggi dell'agro pugliese e, più tardi, di quello laziale.
Alcune sue opere sono nel Museo Artistico di Bari - Pinacoteca metropolitana di Bari.
Colse numerosi riconoscimenti sia nella poesia che nella pittura:
Poesia:
Penna d'0ro 1962;
Medaglia d'argento e Premio assoluto di dizione al Concorso "Poetica 1967" di Bari;
Finalista con menzione particolare al premio internazionale di poesia "il Machiavelli", 1973;
Finalista al premio "Gattemelata", 1973.
Pittura:
Medaglia d'oro - 2ª Biennale Nazionale d'Arte "Il Paesaggio italiano" – Foggia, 1972;
Medaglia d'oro - V Mostra Nazionale di Pittura Premio Primavera 1973 – Foggia, 1973.

## Opere letterarie principali
1. Cinigia: poesie / Michele Marzulli; con prefazione di Saverio La Sorsa

Bari: Edizione Racconti, 1944[IT\ICCU\NAP\0041297]
1. Sangue nel torrente: romanzo / Michele Marzulli

Bari: Gioconda, 1945[IT\ICCU\NAP\0213565]
1. . Macchie senza colpa: romanzo / Michele Marzulli; illustrazioni [di] Rosa Tosches

Bari: N. Colella, 1946[IT\ICCU\BA1\0010216]
1. C'e sempre un po' di buio: poesie / Michele Marzulli

Bari: Arti grafiche Ragusa, 1961 [IT\ICCU\NAP\0146052]
1. Futuro antico: poesie / Michele Marzulli

Bari: Dedalo, 1964 [IT\ICCU\SBL\0260328]
1. Una foglia d'alloro: poesie

Bari: Edizioni del Centro librario, 1971 [IT\ICCU\SBL\0418855]
1. Sull'albero sbagliato: poesie / Michele Marzulli

Bari: Muzio Ralli, 1981 [IT\ICCU\SBL\0630418]
1. Schegge. Fuori contesto: versi. Paesaggi: oli / Michele Marzulli

Roma: Emil Haller Muczy, 1991 [IT\ICCU\BA1\0041387]